# Chionachne javanica
Chionachne javanica là một loài thực vật có hoa trong họ Hòa thảo. Loài này được (Henrard) Clayton mô tả khoa học đầu tiên năm 1981.